# 銀山町停留場
銀山町停留場（かなやまちょうていりゅうじょう、銀山町電停）は、広島県広島市中区幟町にある広島電鉄本線の停留場である。駅番号はM03。

## 歴史
当停留場は1912年（大正元年）、本線の広島駅前停留場から紙屋町停留場までの区間が開通したのと同時に開設された。開設当時の名称は山口町停留場（やまぐちちょうていりゅうじょう）であった。
1945年（昭和20年）8月6日の原爆投下により広島電鉄の市内線は全線が不通となるが、本線は己斐方面から順次復旧、当停留場を含む区間は同年の10月に運行の再開にこぎつけている。その後1965年（昭和40年）4月1日には広島市内で町名変更が実施され、山口町が銀山町になったのに合わせて停留場名も銀山町に改称された。

### 年表
- 1912年（大正元年）11月23日：本線の開通と同時に山口町停留場として開業[4][6]。
- 1945年（昭和20年）
  - 8月6日：原爆投下により運行休止[8]。
  - 10月1日：本線の八丁堀 - 山口町間が運行再開[9]。
  - 10月11日：本線の山口町 - 広島駅前間が運行再開、本線は全区間が復旧する[6]。
- 1965年（昭和40年）4月1日：広島市内の町名変更に合わせて銀山町停留場と改称[4][6]。
- 1996年（平成8年）10月：駅番号「M5」を付与[10]。
- 2025年（令和7年）8月3日：駅番号を「M03」へ変更[11]。

## 停留場構造
本線はほぼすべての区間で道路上に軌道が敷かれている併用軌道であり、当停留場のホームも道路上に設けられている。ホームは低床式で2面あり、東西方向に伸びる2本の線路を挟み込むように配置された相対式ホームという形態をとる。線路の北に広島駅方面の上りホーム、南に広電西広島（己斐）駅方面の下りホームがある。車両の大型化に伴い、1973-74年ごろには停留場の延長工事がなされている。ホームに架かる上屋は1988年（昭和63年）4月に取り付けられた。
かつては当停留場を終着とする方向幕が存在した。折り返し用の上下渡り線があったかどうかについては不明。

### 運行系統
本線は広島電鉄が運行するすべての系統が乗り入れているが、このうち当停留場には1号線、2号線、6号線、それに0号線が乗り入れる。
| 下りホーム （紙屋町東方面） | 1号線                 | （広電本社前経由）広島港ゆき                   |
| 下りホーム （紙屋町東方面） | 2号線                 | （十日市町経由）広電宮島口ゆき、広電西広島ゆき |
| 下りホーム （紙屋町東方面） | 6号線                 | （十日市町経由）江波ゆき                       |
| 下りホーム （紙屋町東方面） | 0号線                 | 広電本社前ゆき、日赤病院前ゆき                 |
| 上りホーム                  | 1号線 · 2号線 · 6号線 | 広島駅ゆき                                     |

## 停留場周辺
広島市の目抜き通りである相生通りの東端に位置し、オフィスビル・雑居ビル・マンションなどがひしめく地区である。東に少し歩くと京橋川に出る。南に少し歩くと広島市の歓楽街・風俗街である薬研堀地区に出る。
2000年までは停留場の南方に広島証券取引所があり、周囲は証券街の様相を呈していた。証券取引所が廃止された後も金融機関の本店や支店が多く立地している。
- もみじ銀行本店
- 広島マツダビル
- 西日本シティ銀行広島支店
- エリザベト音楽大学
- 広島銀行銀山町支店
- チサンホテル広島

### バス路線
相生通り沿いに「銀山町」バス停があり、広電バス・広島バスが停車する。
銀山町 バス停（西行き 紙屋町方面）
- 2（広電バス） 県庁前方面
- 3（広電バス） 舟入本町・観音マリーナホップ方面
- 4（広電バス） 県庁前方面
- 21 宇品線（広島バス） 広島港 / エディオンピースウイング広島方面
- 22 横川線（広島バス） 三滝観音方面
- 24 吉島線（広島バス） 平和記念公園・吉島方面
- 25 草津線（広島バス） 平和記念公園・アルパーク方面
- 27 中山線（広島バス） 県庁前方面

銀山町 バス停（東行き 広島駅方面）
- 2（広電バス） 府中町方面
- 3（広電バス） 広島駅方面
- 4（広電バス） 仁保車庫前・向洋新町車庫方面
- 21 宇品線（広島バス） 向洋大原・洋光台団地方面
- 22 横川線（広島バス） 広島駅方面
- 24 吉島線（広島バス） 広島駅方面
- 25 草津線（広島バス） 広島駅方面
- 27 中山線（広島バス） 中山踏切・戸坂東浄団地方面

## 隣の停留場
広島電鉄
本線
快速
通過
各駅停車
稲荷町停留場 (M02) - 銀山町停留場 (M03) - 胡町停留場 (M04)